# Bit stuffing
In informatica il bit stuffing è una tecnica che consiste nell'aggiungere dei bit a zero ad un flusso di dati numerici.

## Descrizione
Tali bit aggiunti non trasportano informazione, ma sono utilizzati tipicamente per i seguenti motivi:
- Per prevenire che i dati siano interpretati come dati di controllo, come per esempio accade per il protocollo X.25. In questo caso infatti il protocollo prevede l'utilizzo di 6 bit consecutivi ad 1 per segnalare l'inizio e la fine di un frame di dati, quindi se i dati da trasmettere contengono 5 bit a 1 di seguito, viene inserito uno zero dopo il quinto 1 per evitare che i dati siano interpretati come una sequenza di controllo. Il bit 0 viene inserito dopo il quinto bit 1 indipendentemente dal bit successivo (0 o 1): questo perché la stazione di ricezione scarterà in ogni caso il bit 0 successivo a una sequenza di cinque 1 consecutivi [1].
- In alcuni protocolli che prevedono frame di dimensione fissa, gli zeri possono essere inseriti per raggiungere tale dimensione
- In alcuni protocolli che prevedono un flusso continuo di dati, gli zeri possono essere inseriti per assicurare la continuità del flusso.
- Alcuni protocolli (come il PPP) prevedono l'utilizzo della tecnica del byte stuffing.